# Eberlanzia tatasbergensis
Eberlanzia tatasbergensis là một loài thực vật có hoa trong họ Phiên hạnh. Loài này được L.Bolus mô tả khoa học đầu tiên năm 1958.